# Trypauchenichthys
Trypauchenichthys – rodzaj ryb z rodziny babkowatych.

## Klasyfikacja
Gatunki zaliczane do tego rodzaju:
- Trypauchenichthys larsonae
- Trypauchenichthys sumatrensis
- Trypauchenichthys typus